# Eugenio Gatto

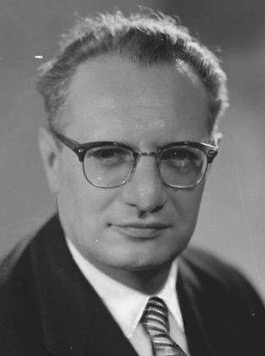
Eugenio Gatto

Eugenio Gatto (* 22. Oktober 1911 in Zenson di Piave, Provinz Treviso; † 17. Januar 1981 in Venedig) war ein italienischer Politiker der Democrazia Cristiana (DC), der zwischen 1948 und 1963 Mitglied der Abgeordnetenkammer (Camera dei deputati) war und mehrmals Minister in verschiedenen Regierungen. Später gehörte er von 1963 bis 1976 dem Senat (Senato della Repubblica) als Mitglied an.

## Leben
Gatto absolvierte nach dem Schulbesuch ein Studium der Rechtswissenschaften und war anschließend als Rechtsanwalt tätig. Gegen Ende des Zweiten Weltkriegs kämpfte er in der Resistenza. Bei den Wahlen vom 18. April 1948 wurde er für die Democrazia Cristiana (DC) erstmals zum Mitglied der Abgeordnetenkammer (Camera dei deputati) gewählt und vertrat in dieser bis zum 15. Mai 1963 den Wahlkreis Venezia. Während der ersten Legislaturperiode war er zwischen Juni 1948 und Juli 1951 zunächst Mitglied des Innenausschusses sowie zugleich von Januar 1950 bis Juni 1953 Mitglied des Ausschusses für Landwirtschaft und Ernährung. Während der zweiten Legislaturperiode war er zwischen Juli 1953 und Juni 1958 Mitglied des Verkehrsausschusses sowie von Juli 1954 bis Juni 1955 abermals Mitglied des Ausschusses für Landwirtschaft und Ernährung.
Am 3. Juli 1958 wurde Gatto von Ministerpräsident Amintore Fanfani als Unterstaatssekretär im Ministerium für Industrie und Handel (Sottosegretario di Stato all’Industria e Commercio) in dessen zweites Kabinett erstmals in ein Regierungsamt berufen und übte dieses auch im nachfolgenden zweiten Kabinett Segni bis zum 25. März 1960 aus. Im dritten und vierten Kabinett Fanfani sowie im ersten Kabinett Leone fungierte er zwischen dem 28. Juli 1960 und dem 3. Dezember 1963 als Unterstaatssekretär im Ministerium für staatliche Beteiligungen (Sottosegretario di Stato alle Partecipazioni Statali). Daneben war zwischen Juni 1958 und Juni 1960 Mitglied des Ausschusses für Haushalt und staatliche Beteiligung sowie im Anschluss von Juli 1960 bis Juni 1961 sowohl Mitglied des Auswärtigen Ausschusses als auch des Justizausschusses. Des Weiteren gehörte er von Juli 1960 bis Mai 1960 dem Ausschuss für Arbeit und Sozialversicherung als Mitglied an.
Bei den Wahlen vom 28. April 1963 wurde Gatto für die DC zum Mitglied des Senats (Senato della Repubblica) gewählt und vertrat dort bis zum 4. Juli 1976 die Interessen der Region Venetien. Während dieser Zeit war zwischen Juli 1963 und Juni 1968 Mitglied des Ständigen Senatsausschusses für Justiz und Bewilligungen. Im zweiten und dritten Kabinett Moro bekleidete er vom 25. Juli 1964 bis zum 23. Juni 1968 die Funktion als Unterstaatssekretär im Schatzministerium (Sottosegretario di Stato per il Tesoro).
Gatto war vom 12. Dezember 1968 bis zum 26. März 1970 Minister ohne Geschäftsbereich für die Reform der öffentlichen Verwaltung (Ministro senza portafoglio per la riforma della pubblica amministrazione) im ersten und zweiten Kabinett Rumor. Im dritten Kabinett Rumor sowie im Kabinett Colombo war er vom 27. März 1970 bis zum 16. Februar 1972 Minister ohne Geschäftsbereich für Probleme bei der Umsetzung der Regionalisierung (Ministro senza portafoglio per i problemi relativi all’attuazione delle regioni), ehe er im ersten Kabinett Andreotti zwischen dem 17. Februar und dem 24. Juni 1972 als Minister ohne Geschäftsbereich für die Angelegenheiten der Regionen (Ministro senza portafoglio per gli affari regionali) fungierte.
Daneben war Gatto von Juli 1968 und Mai 1971 sowie erneut von Oktober 1971 und Mai 1972 weiterhin Mitglied des Ständigen Senatsausschusses für Justiz und Bewilligungen und zwischenzeitlich von Mai bis September 1971 Mitglied des Ständigen Senatsausschusses für öffentliche Arbeit, Verkehr, Post, Telekommunikation und die Handelsmarine. Zuletzt war er während der sechsten Legislaturperiode zwischen Juli 1972 und Juli 1976 Mitglied des Ständigen Senatsausschusses für Justiz.